# Like a G6
Like a G6 é uma canção de dance music/hip-hop do grupo Far East Movement feita em parceria com a dupla The Cataracs e a cantora Dev. A canção estourou nas paradas do mundo todo apenas em outubro de 2010, apesar de ter sido lançada em abril do mesmo ano.Mas foi em janeiro de 2011 que descobriram seu real sentido, a música era nada mais nada menos que uma canção romântica dedicada a um casal separada em fragmentos subliminares contando a história desse lindo casal. Existe uma versão com o rapper 50 Cent. Nas paradas de sucesso, esteve em primeiro lugar no Billboard Hot 100, foi número um também na Nova Zelândia, na parada da RIANZ.
“G6” é uma referência ao Gulfstream G650, modelo de jato da marca Gulfstream Aerospace.
O refrão é um verso da canção Booty Bounce da cantora Dev que também participa da obra de Far East Movement.

## Faixas
Single digital
1. "Like a G6" (featuring The Cataracs & Dev) – 3:38

CD single
1. "Like a G6" (featuring The Cataracs & Dev) – 3:38
2. "Like a G6" (Cahill Radio Edit) – 3:15

Promo CD
1. "Like a G6" (featuring The Cataracs & Dev) - 3:38
2. "Like a G6" (Instrumental) - 3:35
3. "Like a G6" (Acappella) - 3:38

Digital remix EP
1. "Like a G6" (RedOne Remix) [featuring Mohombi, The Cataracs, & Dev] – 4:41
2. "Like a G6" (Disco Fries Remix) [featuring The Cataracs & Dev] – 5:33
3. "Like a G6" (Big Syphe Remix) [featuring The Cataracs & Dev] – 4:58
4. "Like a G6" (DJ Solarz Remix) [featuring The Cataracs & Dev] – 5:05
5. "Like a G6" (Ruxpin Remix) [featuring The Cataracs & Dev] – 6:52
6. "Like a G6" (Guy Furious Remix) [featuring The Cataracs & Dev] – 4:00
7. "Like a G6" (Fantastadon Remix) [featuring The Cataracs & Dev] – 5:23
8. "Like a G6" (DJ Taraspaz Remix) [featuring The Cataracs & Dev] – 4:49

Trevor Simpson em Da Beat Remix Single
1. "Like a G6" (Remix) – 4:55
2. "Like a G6" (Remix Club Edit) – 5:11

Eyes Remix
1. Like a G6 (Eyes Remix) - 4:38

## Posições e certificações
| Posições (2010)                                | Melhores posições |
| ---------------------------------------------- | ----------------- |
| Austrália (ARIA)                               | 2                 |
| Áustria (Ö3 Austria Top 75)                    | 8                 |
| Bélgica (Ultratop 50 de Flandres)              | 2                 |
| Bélgica (Ultratip Bubbling Under da Valônia)   | 2                 |
| Brasil (Billboard Hot 100)                     | 8                 |
| Brasil (Billboard Hot Pop Songs)               | 2                 |
| Canadá (Canadian Hot 100)                      | 3                 |
| República Checa (Rádio Top 100)                | 28                |
| Dinamarca (Hitlisten)                          | 19                |
| Europa (European Hot 100)                      | 17                |
| Finlândia (Suomen virallinen lista)            | 15                |
| França (SNEP)                                  | 14                |
| O campo songid é OBRIGATÓRIO PARA PARADA ALEMÃ | 15                |
| Irlanda (IRMA)                                 | 12                |
| Países Baixos (Dutch Top 40)                   | 4                 |
| Nova Zelândia (Recorded Music NZ)              | 1                 |
| Polônia (Dance Top 50)                         | 18                |
| Eslováquia (Rádio Top 100)                     | 6                 |
| Coreia do Sul (GAON)                           | 1                 |
| Suécia (Sverigetopplistan)                     | 7                 |
| Suíça (Schweizer Hitparade)                    | 10                |
| Reino Unido (OCC UK R&B)                       | 1                 |
| Reino Unido (UK Singles Chart)                 | 5                 |
| Estados Unidos (Billboard Hot 100)             | 1                 |
| Estados Unidos (Billboard R&B/Hip-Hop Songs)   | 84                |
| Estados Unidos (Billboard Dance Club Songs)    | 3                 |
| Estados Unidos (Billboard Mainstream Top 40)   | 4                 |
| Estados Unidos (Billboard Hot Rap Songs)       | 3                 |
| Estados Unidos (Billboard Hot Latin Songs)     | 42                |
| Estados Unidos (Billboard Latin Pop Airplay)   | 37                |

| Tabela (2010)                      | Posição |
| ---------------------------------- | ------- |
| Australian Singles Chart           | 27      |
| Canadian Hot 100                   | 35      |
| Dutch Singles Chart                | 46      |
| Posições (2011)                    | Posição |
| Estados Unidos (Billboard Hot 100) | 72      |

| País          | Certificação |
| ------------- | ------------ |
| Austrália     | 3× Platina   |
| Bélgica       | Ouro         |
| Nova Zelândia | Platina      |
| Suécia        | Ouro         |
| Suiça         | Ouro         |